# Acygnatha mesozona
Acygnatha mesozona är en fjärilsart som beskrevs av George Francis Hampson 1926. Acygnatha mesozona ingår i släktet Acygnatha och familjen nattflyn. Inga underarter finns listade i Catalogue of Life.